# Huancabamba
Huancabamba è una cittadina nel nordovest del Perù, nella regione di Piura, capoluogo dell'omonima provincia. È situata nel versante orientale della cordigliera delle Ande.
| Controllo di autorità | VIAF (EN) 149367664 · LCCN (EN) nr93017587 · J9U (EN, HE) 987007540353805171 |